# Sarcòfag dels esposos
| [Per veure la còpia exposada al Louvre, cliqui a Sarcòfag dels esposos (Louvre).] |

El Sarcòfag dels esposos, també conegut com el Sarcòfag del esposos de Cerveteri o Sarcofago degli Sposi en italià, es el nom d’un sarcòfag etrusc de mitjans del segle VI a.n.e. Actualment es pot visitar al Museu Nacional de Vil·la Giulia a Roma.

## Context
La civilització etrusca arribà a la seva època d’esplendor al s. VI a.n.e. i coincidí amb el període arcaic grec.
Era un poble preocupat amb l’ultratomba. Era la seva prioritat artística, més enllà de les ciutats i de l’ornamentació en general.
Era un poble que rendia culte a la vida després de la mort. Tradicionalment dipositaven els restos dels seus difunts als afores de les ciutats: a les necròpolis. De les seves tombes, i de l’art de tomba que es va trobar allà, s’ha aconseguit una gran font d’informació de la cultura etrusca. Una de les seves principals necròpolis fou Cerveteri (antigament conegut com Caere) on es trobà el sarcòfag dels esposos.
L'escultura era quasi exclusivament de caràcter funerari. I un dels seus escenaris freqüents era la representació de difunts en banquets aristocràtics.
Els etruscos esperaven una vida més llarga i satisfactòria en mort. Això explicaria l’actitud animada del seu art funerari. Aquest solia representar els propis difunts en situacions lúdiques, com banquets etruscos, festes on els convidats reposaven mentre els esclaus els servien. A vegades acompanyats per les seves dones.

## Història de la peça
Autoria anònima. Es va esculpir en terracota per ser un material fàcil de manejar.
El sarcòfag dels esposos es va construir aproximadament sobre el 530 i el 520 a.n.e. per custodiar les cendres d’un matrimoni etrusc a la necròpolis de Caere (posteriorment Cerveteri).
El sarcòfag va ser descobert l’any 1881 durant unes excavacions a la necròpolis de la Banditaccia, Cerveteri. Va formar part de la col·lecció personal dels Prínceps de Ruspoli per molts anys, fins que el Museu Nacional Etrusc de Vil·la Giulia el comprà.

## Anàlisi de l’obra

### Anàlisi formal[8]
El sarcòfag representa a un matrimoni format per un home i una dona feliços i tombats sobre un triclinium amb la part superior del cos incorporada. Aquest triclinium o kline (d’estil jònic) a on reposen les dues figures mesura aproximadament uns 2 metres de llarg per 0,9 metres d’ample. Per una altra banda, l’altura es de 1,4 metres si s’inclouen les cames del suport o de 1,2 sense.
El matrimoni presenta el que s’anomenen trets etruscos, que son una transcripció dels recursos grecs de l’època: somriure arcaic, gestos poc dinàmics, ulls ametllats, peus rígids,...
També presenta alguns recursos estratègics dels grecs per evitar la ruptura de membres de les figures.
Trets que no es solen considerar una copia tècnica dels grecs son l'expressivitat de les mans i el delicat tractament del ropatge amb molts de plecs. En particular el tutulus etrusc que porta la dona sobre el cap, o les sabates punxegudes que porta aquesta als peus.
Tot i així, el modelatge es simple i estilitzat. Molt geomètric. És a dir, en certs aspectes es preferible la eliminació del detall, com a la cara, en favor del contorn i la fluïdesa.
La grandària de les figures no mostra diferenciació jeràrquica entre l’home i la dona.
L’obra conserva restes de pigmentació, sobretot als peus del triclinium i als ulls de les figures.

### Anàlisi iconogràfic
La civilització etrusca funcionava a partir d’esglaons socials. Aquest tipus d’obres eren una forma d’exaltar la opulència del difunt. L’aspecte de matrimoni també indica l'estatus social al que perteneixien: la barba punxeguda i arreglada, els tirabuixons i el tutulus de la dona son signes prou clars.
Existeix un interès per l’individu i la quotidianitat. La bellesa formal grega es ignorada per afavorir l’harmonia i la bellesa de les diferents parts de l’obra. Els trets físics del model difunt son la prioritat a recrear, per poc atractius que siguin.
La parella apareix sostenint objectes en les seves mans. A la mà dreta, tant l’home com la dona sostenen una botella de perfum, mentre que a la mà esquerra, l’home sosté el que pareix ser ungüent. És possible que es tracti d’una representació d’un acte eròtic.
Més enllà del caràcter eròtic de la escena, no es pot obviar el missatge de forta connexió matrimonial que transmet la parella feliç celebrant junts.
Un altre signe de la bona relació entre el matrimoni es el fet que participen junts en la festa. La dona etrusca, tot i pertànyer a una societat patriarcal, gaudia de una sèrie de privilegis que no posseïen la resta de dones de la mediterrània.

## Exemplars
Existeixen dos exemplars del Sarcòfag dels esposos. Al Museu Nacional Etrusc de Vil·la Giulia descansa el sarcòfag original, mentre que al Museu del Louvre a París existeix una còpia romana (520-510 a.n.e.). Existeixen una quantitat de diferencies físiques que separen a les dues urnes funeràries.